# 1674년
1674년은 월요일로 시작하는 평년이다.

## 연호
- 동녕(東寧) 영력(永曆) 28년
- 청(淸) 강희(康熙) 13년
- 일본(日本) 엔포(延宝) 2년
- 후 레 왕조(後黎朝) 즈엉득(陽德) 3년 / 득응우옌(德元) 원년
- 막 왕조(莫朝) 투언득(順德) 37년

## 기년
- 동녕(東寧) 연평문왕(延平文王) 12년
- 류큐(琉球) 쇼테이왕(尚貞王) 6년
- 청(淸) 성조 강희제(聖祖 康熙帝) 13년
- 조선(朝鮮) 현종(顯宗) 15년
- 후 레 왕조(後黎朝) 가종(嘉宗) 3년

## 사건
- 음력 8월 - 조선 제 19대 왕 숙종(肅宗)이 즉위하다.
- 11월 10일 - 영국-네덜란드 전쟁: 웨스트민스터 조약 체결에 따라 네덜란드가 잉글랜드에게 뉴네덜란드를 할양하다.

## 사망
- 3월 30일 - 조선 제17대 국왕 효종의 정비 인선왕후.
- 9월 17일 - 조선 제18대 국왕 현종.
- 강희제의 정후 효성인황후.